# Cova de Fullà-Canaletes
El conjunt de cavitats subterrànies, o sistema subterrani, agrupades en l'epígraf cova de Fullà - Canaletes estan situades als termes comunals de Cornellà de Conflent i de Fullà, tots dos pertanyents a la comarca del Conflent, a la Catalunya del Nord.
Estan situades a la muntanya de Badabany, que és la que delimita pel sud la vila de Vilafranca de Conflent, per la qual cosa molt sovint són situades per alguns autors al terme comunal d'aquesta vila. Una d'elles, la cova Bastera, que conté elements defensius auxiliars de la muralla de la vila, és a la cara nord de la muntanya, la més escarpada, quasi tallada a plom damunt de Vilafranca de Conflent. Les altres són al vessant est de la muntanya, damunt la vall del Cadí (coves de les Canaletes i de les Gran Canaletes); finalment, la cova de Fullà és a la cara de ponent de la muntanya.
Tota la potència espeleològica del Conflent es troba concentrada a les muntanyes de Vilafranca, on cal destacar la cova Lachambre, una important xarxa de galeries que supera els 20 km, la cova d'en Gorner, amb un desenvolupament lleugerament inferior als 20 km i la cova de Fullà-Canaletes, un important sistema subterrani que també supera àmpliament els 20 km de desenvolupament.

## Sistema subterrani de Fullà - Canaletes
El sistema subterrani de Fullà-Canaletes és integrat per un conjunt de cavitats obertes a la part inferior de la muntanya de Badabany, delimitada pels rius Tet i els seus afluents Rotjà i Cadí.
- Cova de Fullà: de totes les coves del sistema, aquesta és la més antigament coneguda a causa de la seva situació i dimensions. Oberta a la vall del riu Rotjà, al peu de l'anomenat "serrat de les Coves" prop de Vilafranca de Conflent. Un porxo de 10 m per 10 m penetra en un vestíbul clar que ja havia estat utilitzat per l'ésser humà a l'època del bronze.
- Cova de les Grans Canaletes: oberta a la vall del riu Cadí, davant del cementiri de Vilafranca de Conflent. És de molt fàcil localització a causa de la seva explotació turística.
- Cova de Canaletes: penjada a uns 50 m sobre el riu Cadí davant del mas Llec, al "Serrat de les Canaletes". És de molt fàcil localització a causa de la seva explotació turística.
- Cova Bastera: entrada artificial a la carretera, davant les muralles de Vilafranca de Conflent. La boca natural està fortificada des del segle xvii i és visible penjada sobre la confluència dels rius Cadí i Tet. La cova conserva a les parets un notable, si bé reduït, conjunt d'art rupestre, conservat[2] malgrat les vicissituds històriques que ha viscut el lloc.
- Cova de Vilafranca: petita entrada al marge del camí de l'antic tren miner, davant les muralles de Vilafranca de Conflent.

## Descripció
El sistema subterrani de la muntanya de Badabany està integrat per diverses cavitats de desenvolupament bàsicament horitzontal, connectades internament entre si, excavades en dos nivells. Ens referirem a aquest conjunt com a "cova de Fullà-Canaletes".
El nivell inferior n'és el més extens i el conformen una gran quantitat de galeries que pertanyen a diferents sistemes hidrològics i han estat excavades en diverses èpoques. Genèricament, les galeries del nivell inferior constitueixen la cova de Fullà, la cavitat més important i antigament coneguda del sistema.
El nivell superior, el trobem desenvolupat entre 20 i 30 m sobre la xarxa inferior, amb galeries situades a la vall del riu Cadí, des de la seva confluència amb el riu Tet i tot al llarg del serrat de les Canaletes fins al pla del prat d'en Palau. Genèricament, s'identifica aquest nivell amb la cova de Canaletes, perquè la petita entrada d'aquesta cova ha marcat el punt natural d'accés, mentre que la cova Bastera i cova de l'Os han estat les surgències, avui fòssils, de les aigües d'aquest nivell superior, ambdues separades actualment del sistema per causes naturals.

## Arqueologia
Entre totes les cavitats que integren el sistema, la cova de Fullà, la cova de l'Os, la cova Bastera i la cova del Figuer presenten unes boques de dimensions regulars, amb vestíbuls amples i clars, i una bona situació sobre les valls dels rius Rotjà i Tet, fets que hi permeteren l'establiment de l'ésser humà prehistòric. Els vestigis més antics de la presència humana en aquestes cavitats corresponen a unes pintures localitzades a la cova Bastera i a unes restes d'objectes de caça enterrats a la cova de Fullà, ambdues corresponents al Paleolític, amb una antiguitat d'entre 10.000 i 15.000 anys. S'han trobat restes de terrissa del Neolític a la cova de Fullà i cova Bastera, encara que la majoria dels objectes trobats a la cova de Fullà pertanyen a l'edat del bronze, a partir del 2000 aC. No tenim notícia de possibles troballes arqueològiques o excavacions realitzades a la cova del Figuer o a la cova de l'Os, malgrat les seves característiques i situació privilegiada.

## Biologia
Aquestes cavitats, però principalment la cova de Fullà i la de l'Os, són uns importants centres d'hibernació de grans colònies de ratpenats, encara que actualment el nombre d'individus sembla que està disminuint progressivament. S'han efectuant nombrosos estudis que, entre altres coses, han demostrat que es tracta dels mateixos que poblen l'avenc del Davi a la muntanya de Sant Llorenç del Munt (Barcelona).

## Història de les exploracions
El 1951, M. Motte al serrat de les Canaletes observà un petit forat amb corrent d'aire. Passaria un any fins que es pogués desobstruir la boca i el pas al pou inicial, i aconseguir entrar a la nova cova de les Canaletes. En aquest moment, s'inicià una intensa campanya d'exploració a la cavitat amb importants resultats. Entre 1952 i 1955, s'exploren les galeries del nivell superior i les principals del nivell inferior, i s'arribà a establir la connexió amb la cova de Fullà, mentre que, en aquest període, el propietari de la cova de Canaletes va preparant la cavitat per ser visitada turísticament en el seu tram inicial, i és inaugurada l'any 1955. L'any següent, el 1956, s'organitza un campament subterrani a la cova de Fullà i, entre els participants, cal esmentar Norbert Casteret.
Durant la dècada dels 70, es va aconseguir connectar la cova Bastera amb les galeries de la xarxa inferior; també es va explorar i connectar la cova de Vilafranca amb la galeria del mateix nom i es va explorar la cova dels Tres.
L'any 1982, s'inicien les tasques d'urbanització a la cova Bastera, al mateix temps que s'aconsegueix obrir el pas sota els darrers ensorraments que tancaven la cova de les Dues Boques i arribar fins a sota la galeria d'Angkor de la cova de Canaletes. A continuació, es procedeix a urbanitzar la cova de les Dues Boques, engrandint el camí des de l'exterior i desenrocant el pou d'unió fins a arribar finalment a la sala del Temple d'Angkor. Es prepara per ser visitada turísticament i el 1984 es canvia el nom de la cavitat per "cova de les Grans Canaletes" i s'obre al públic.

## Documentació
L'any 2008, es publica el llibre El Conflent subterrani – Cova de Fullà-Canaletes, amb les dades completes sobre el sistema subterrani, la topografia detallada, estudis hidrogeològics i biològics i un ampli recull fotogràfic. Es poden consultar els resultats espeleològics obtinguts al Conflent en: Conflent Subterrani Arxivat 2017-05-20 a Wayback Machine..